# Боры (Архангельск)
Боры — посёлок в Архангельской области в составе муниципального образования «Город Архангельск». В рамках административно-территориального деления подчинён Цигломенскому округу Архангельска.

## География
Боры находится в 6 км к юго-западу от Архангельска, на берегу реки Виткурья.

## Население
| 2002 | 2010 |
| ---- | ---- |
| 59   | ↘44  |

Население — 44 человека (2010).

## Инфраструктура
В поселке одна улица Боры 

### Карты
- Талаги. Публичная кадастровая карта